# Golemanți, Haskovo
Golemanți (în bulgară Големанци) este un sat în comuna Haskovo, regiunea Haskovo,  Bulgaria. 

## Demografie
Componența etnică a satului Golemanți
     Turci (98,61%)
     Bulgari (1,15%)
     Nicio identificare (0,23%)
     Altele (0%)
La recensământul din 2011, populația satului Golemanți era de 434 locuitori. Din punct de vedere etnic, majoritatea locuitorilor (98,61%) erau turci, cu o minoritate de bulgari (1,15%). Pentru 0,23% din locuitori nu este cunoscută apartenența etnică.